# Leucopogon bossiaea
Leucopogon bossiaea är en ljungväxtart som beskrevs av Ferdinand von Mueller. Leucopogon bossiaea ingår i släktet Leucopogon och familjen ljungväxter. Inga underarter finns listade i Catalogue of Life.